# Calycellina spiraeae
Calycellina spiraeae är en svampart som först beskrevs av Roberge ex Desm., och fick sitt nu gällande namn av Dennis 1964. Calycellina spiraeae ingår i släktet Calycellina och familjen Hyaloscyphaceae.   Inga underarter finns listade i Catalogue of Life.